# رومانيانو سيسيا

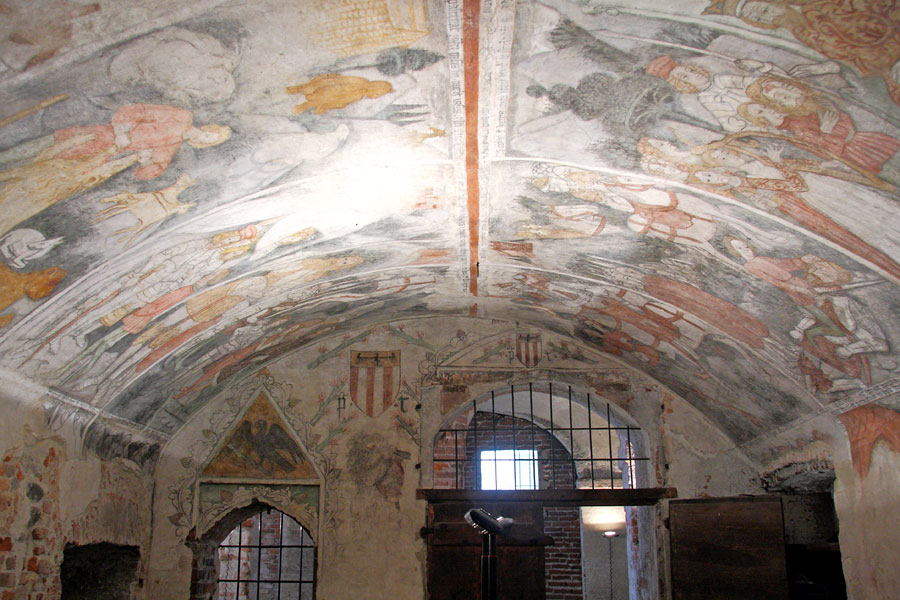

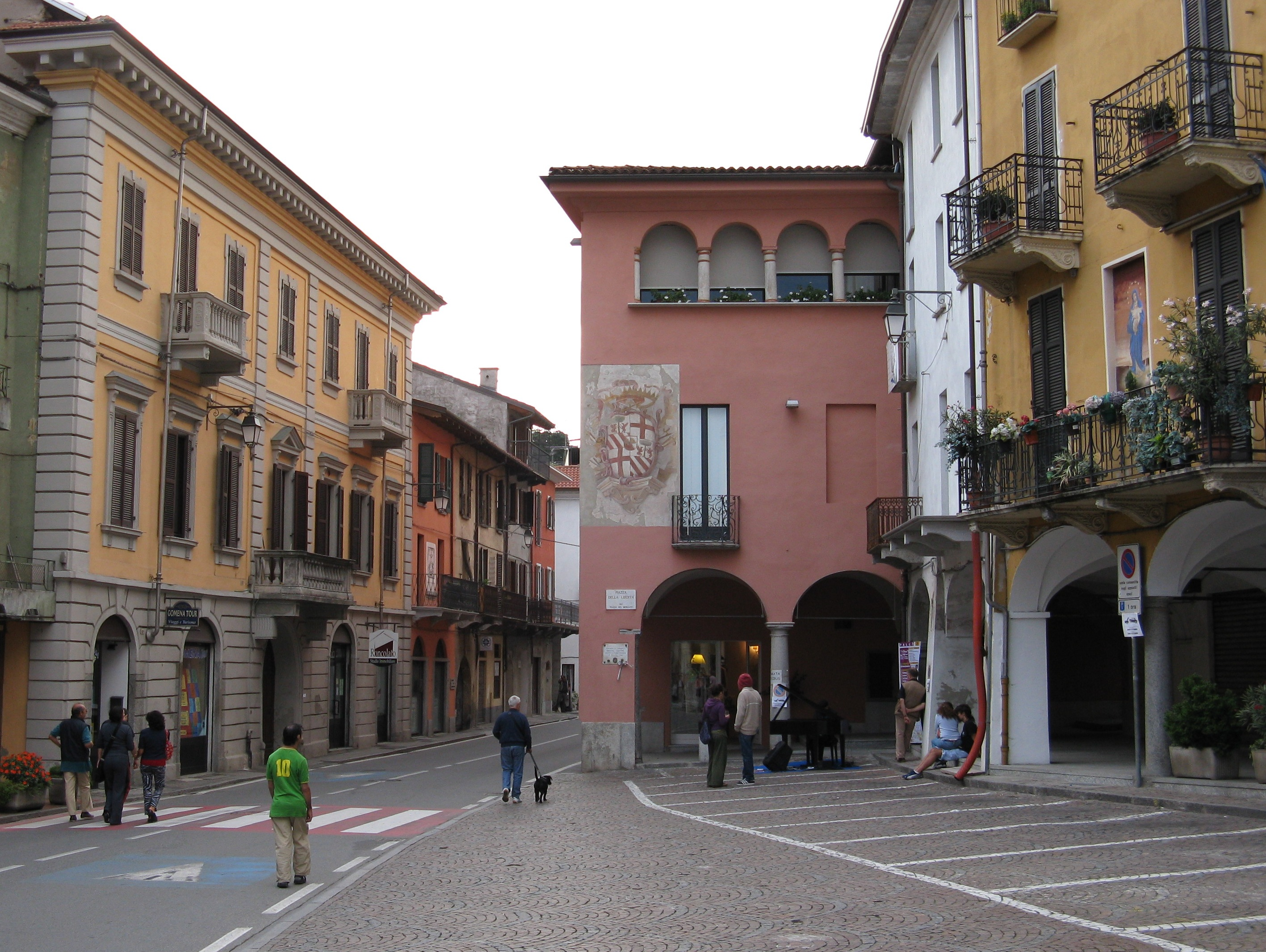
ساحة ديلا ليبرتا

رومانيانو سيسيا هي كومونا (بلدية) من حوالي 4,000 نسمة في مقاطعة نوفارا في المنطقة في المنطقة الإيطالية بيدمونت، وتقع على بعد حوالي 80 كيلومترًا (50 ميلًا) شمال شرق تورين وحوالي 25 كيلومترًا (16 ميلا) شمال غرب نوفارا.

## نبذة
تقع منطقة رومانيانوسيسيا على حدود البلديات التالية: كافاليريو وفونتانيتو داجونيا وجاتينارا وجيهام وبراتو سيسيا وسيرافالي سيسيا، تشمل المشاهد ما يسمى بـ «كانتينا دي سانتي» (قبو القديسين) وهي غرفة هي الدليل الوحيد للدير البينديكتيني القديم والقوي في إس سيلانو، تم رسم كانتينا بالكامل بلوحات جدارية يعود تاريخها إلى القرن الخامس عشر (القصة التوراتية لديفيد والملك شاول).

## روابط خارجية
- الموقع الرسمي